# زملول كروي البذور
زملول كروي البذور (الاسم العلمي: Exobasidium sphyrospermi) هو نوع من الفطريات يتبع جنس الزملول من فصيلة الزملولية.